# Aerei da Trasporto Regionale
Aerei da Trasporto Regionale (ATR) és un fabricant d'aeronaus franco-italià amb seu a l'aeroport internacional de Toulouse Blagnac a Blagnac, França.
Els seus productes primaris són els avions ATR 42 i ATR 72. ATR ha venut més de 1.700 avions i té més de 200 operadors en més de 100 països. Els avions que produeix son capaços d'operar a aeroports amb pistes de menys de 1500 metres com n'és el cas de l'aeroport d'Andorra-La Seu.
A finals de la dècada del 2010 va anunciar l'ATR 42-600S que amb 42 passatgers, d'aquí el seu nom, ha de ser capaç d'operar a aeroports amb pistes de 800 metres.

## Història
El programa ATR va ser llançat el 4 de novembre de 1981. L'ATR 42, equipat amb motors PW120, va fer el seu vol inaugural el 16 d'agost de 1984. L'ATR 72 es va posar en marxa el 15 de gener de 1986. ATR va llançar la sèrie nova -600 el 2 d'octubre de 2007, a més va obtenir un certificat de sistema de gestió ISO 14001 en 2008. Al 2017, ATR va celebrar el seu 35è aniversari. Al 21 de febrer, va obrir un nou centre de formació a Miami.

## Avions
|                               | ATR 42-600                    | ATR 42-600 (STOL)             | ATR 72-600                    |
| ----------------------------- | ----------------------------- | ----------------------------- | ----------------------------- |
| Pilots                        | 2                             | 2                             | 2                             |
| Passatgers                    | 42                            | 42                            | 72                            |
| Llargada                      | 22,67 m                       | 22,67 m                       | 27,166 m                      |
| Envergadura                   | 24,57 m                       | 24,57 m                       | 27,05 m                       |
| Altura                        | 7,6 m                         | 7,6 m                         | 7,65 m                        |
| Pes net                       | 11.700 kg                     | 11.800 kg                     | 13.500 kg                     |
| Màxim pes (MTOW)              | 18.600 kg                     | 18.600 kg                     | 21.000 kg                     |
| Rang                          | 1.345 km                      | 1.259 km                      | 1.370 km                      |
| Velocitat de creuer           | 556 km/h                      | 556 km/h                      | 510 km/h                      |
| Motors                        | Pratt & Whitney Canada PW127M | Pratt & Whitney Canada PW127M | Pratt & Whitney Canada PW127M |
| Potència                      | 1.611 kW                      | 1.611 kW                      | 1.846 kW                      |
| Distància de pista necessària | 1.107 metres (MTOW)           | 810 metres                    | 1.175 metres (MTOW)           |

També té altres avions com l'ATR 72MP utilitzat per exèrcits o una versió carguera de l'ATR 72.

## Operadors nacionals
Normalment operen aquests avions companyies regionals o insulars i a aeroports situats en terrenys accidentats on tenen pistes curtes com a l'aeroport d'Andorra-La Seu. A l'estat espanyol hi ha tres companyies que operen avions ATR:
- Air Europa Express (2)
- Air Nostrum (2)
- Binter Canarias (28)